# تاجر (فیلم)
تاجر (به تلگو: Businessman) فیلمی محصول سال ۲۰۱۲ و به کارگردانی پوری جاگاناد است. در این فیلم بازیگرانی همچون ماهش بابو، کجال آگاروال، پراکاش راج، نثار، راضا مراد و سایاجی شینده ایفای نقش کرده‌اند.